# Golosemenke
Golosemenke (znanstveno ime Gymnospermae) so skupina semenk (rastlin, ki tvorijo semena), v katero se običajno uvršča iglavce, sagovce, ginko in gnetovce. Znanstveno ime Gymnospermae izvira iz grškega termina γυμνόσπερμος (γυμνός, gymnos, 'gol ali nag' in σπέρμα, sperma, 'seme'), kar dobesedno prevajamo kot golo seme. Ime se navezuje na semena golosemenk, ki so prosta. Druga glavna skupina semenk, kritosemenke, imajo za razliko od golosemenk semena in semenske zasnove skrite znotraj plodnice. Semena golosemenk se razvijejo na površini plodnih lusk oziroma listov, ki so pri številnih vrstah preobraženi ter sestavljajo storže, pri drugih pa stojijo sami zase, kot denimo pri tisi in ginku. Golosemenke in kritosemenke skupaj sestavljajo skupino semenk (Spermatophyta) ali spermatofitov. Dalje golosemenke običajno delimo na štiri debla: Cycadophyta (sagovci), Ginkgophyta (ginkovci), Gnetophyta (gnetovci) in Pinophyta (tudi Coniferophyta; iglavci).

## Klasifikacija
Formalno se živeče golosemenke uvršča v skupino Acrogymnospermae, ki predstavlja monofiletsko skupino (klad) znotraj semenk. V širšo skupino golosemenk, torej Gymnospermae, spadajo tako živeče kot tudi že izumrle vrste, ki skupaj sestavljajo parafiletsko skupino. Med fosile golosemenk tako spadajo tudi nekateri taksoni, ki jih ne uvrščamo v štiri moderna debla golosemenk, kot so denimo praprotnicam podobne praproti semenjače (Pteridospermatophyta ali Pteridospermatopsida). Ko se golosemenke obravnava skupaj z izumrlimi skupinami, je vidno, da kritosemenke spadajo v velik klad golosemenk, četudi ni popolnoma jasno, katere golosemenke so njihovi najbližji sorodniki. Med živeče golosemenke (Acrogymnospermae) spada 12 glavnih družin in 83 rodov, ki skupaj vsebujejo več kot 1000 znanih vrst. Spodaj je prikazana ena izmed možnih delitev golosemenk.
Podrazred Cycadidae (sagovci)
- Red Cycadales
  - Družina Cycadaceae: Cycas (cikas)
  - Družina Zamiaceae: Dioon, Bowenia, Macrozamia, Lepidozamia, Encephalartos, Stangeria, Ceratozamia, Microcycas, Zamia

Podrazred Ginkgoidae (ginkovci)
- Red Ginkgoales
  - Družina Ginkgoaceae: Ginkgo (ginko)

Podrazred Gnetidae (gnetovci)
- Red Welwitschiales
  - Družina Welwitschiaceae (velbičevke): Welwitschia (velbičevka)
- Red Gnetales
  - Družina Gnetaceae: Gnetum
- Red Ephedrales
  - Družina Ephedraceae: Ephedra

Podrazred Pinidae (iglavci)
- Red Pinales (borovci)
  - Družina Pinaceae (borovke): Cedrus (cedra) Pinus (bor), Cathaya, Picea (smreka), Pseudotsuga (duglazija), Larix (macesen), Pseudolarix, Tsuga (čuga), Nothotsuga, Keteleeria, Abies (jelka)
- Red Araucariales
  - Družina Araucariaceae (aravkarijevke): Araucaria (aravkarija), Wollemia (volemija), Agathis
  - Družina Podocarpaceae (podokarpovke): Phyllocladus, Lepidothamnus, Prumnopitys, Sundacarpus, Halocarpus, Parasitaxus, Lagarostrobos, Manoao, Saxegothaea, Microcachrys, Pherosphaera, Acmopyle, Dacrycarpus, Dacrydium, Falcatifolium, Retrophyllum, Nageia, Afrocarpus, Podocarpus
- Red Cupressales
  - Družina Sciadopityaceae: Sciadopitys
  - Družina Cupressaceae (cipresovke): Cunninghamia, Taiwania, Athrotaxis, Metasequoia (metasekvoja), Sequoia (sekvoja), Sequoiadendron (mamutovec), Cryptomeria, Glyptostrobus, Taxodium (močvirska cipresa), Papuacedrus, Austrocedrus, Libocedrus, Pilgerodendron, Widdringtonia, Diselma, Fitzroya, Callitris, Actinostrobus, Neocallitropsis, Thujopsis, Thuja (klek), Fokienia, Chamaecyparis (pacipresa), Cupressus (cipresa), Juniperus (brin), Calocedrus, Tetraclinis, Platycladus, Microbiota
  - Družina Taxaceae (tisovke): Austrotaxus, Pseudotaxus, Taxus (tisa), Cephalotaxus, Amentotaxus, Torreya

### Izumrle skupine
- Red Bennettitales
  - Družina Cycadeoidaceae
  - Družina Williamsoniaceae
- Red Erdtmanithecales
- Red Pentoxylales
- Red Czekanowskiales

## Raznolikost in izvor
Obstaja okoli 1000 živečih vrst golosemenk. Večina strokovnjakov se strinja, da naj bi se golosemenke prvič pojavile v poznem karbonu, ko so zamenjale mnoge takrat prevladujoče nižje rastline. Ta dogodek naj bi bil posledica tako imenovane podvojitve genoma, ki se je pri določenih rastlinskih taksonih zgodila pred približno 319 milijoni let. Zgodnje značilnosti semenk kažejo fosilni ostanki rastlin razreda Progymnospermopsida iz obdobja devona izpred 383 milijoni let. Predvideva se, da naj bi v mezozoiku nekatere izumrle skupine golosemenk opraševali kljunavci (Mecoptera), ki so imeli specializiran rilček za prehranjevanje s pelodom. Kljunavci in zgodnje golosemenke naj bi entomofilni opraševalni odnos razvili precej, preden se je pojavilo podobno razmerje med kritosemenkami in žuželkami, ki so se hranile z njihovim nektarjem. Obstajajo tudi dokazi, da so nekatere mezozojske golosemenke opraševali pripadniki sedaj izumrle družine Kalligrammatidae iz reda mrežekrilcev, ki so zaradi poteka konvergentne evolucije spominjali na današnje metulje, ki so se pojavili veliko kasneje.
Iglavci so najbolj obširno deblo današnjih golosemenk, saj vanje spada od šest do osem družin, ki jih skupaj sestavlja od 65 do 70 rodov in okoli 600–630 vrst. Zanje velja, da so lesnate vednozelene rastline, z izjemo redkih posameznikov. Listi iglavcev so dolgi in ozki, običajno jih imenujemo iglice, medtem ko se pri nekaterih družinah, kot so podokarpovke (Podocarpaceae) in cipresovke (Cupressaceae), pojavljajo majhni ploščati in trikotni, luskam podobni listi. Sagovci (Cycadophyta) so po raznolikosti drugo največje živeče deblo, pri čemer vanj spadajo od dve do tri družine, enajst rodov in približno 338 vrst. Večina sagovcev je avtohtona tropskim podnebjem in jih zato najpogosteje najdemo v regijah blizu ekvatorja. Preostali skupini golosemenk predstavljata red Gnetales iz debla gnetovcev (Gnetophytha) s 95–100 vrstami in deblo Ginkgophyta z eno živečo vrsto, dvokrpim ginkom.
Spodnji kladogram prikazuje, da so golosemenke v širšem pomenu besede parafiletska skupina, medtem ko so danes živeče golosemenke skupine Acrogymnospermae monofiletske (klad).
|  | Pteridospermatophyta †                                            |
|  |                                                                   |
|  | \| \| Acrogymnospermae \| \| \| \| \| \| Angiospermae \| \| \| \| |
|  |                                                                   |
|  | Acrogymnospermae                                                  |
|  |                                                                   |
|  | Angiospermae                                                      |
|  |                                                                   |

|  | Acrogymnospermae |
|  |                  |
|  | Angiospermae     |
|  |                  |

|  | Pteridospermatophyta †                                            |
|  |                                                                   |
|  | \| \| Acrogymnospermae \| \| \| \| \| \| Angiospermae \| \| \| \| |
|  |                                                                   |
|  | Acrogymnospermae                                                  |
|  |                                                                   |
|  | Angiospermae                                                      |
|  |                                                                   |

|  | Acrogymnospermae |
|  |                  |
|  | Angiospermae     |
|  |                  |

## Življenjski cikel
Tako kot druge višje rastline imajo tudi golosemenke prevladujočo nespolno sporofitsko generacijo (2n), kar pomeni, da rastline večino svojega življenjskega cikla preživijo v obliki diploidnih celic, medtem ko je gametofitna (n) spolna faza kratkotrajna. Za golosemenke je značilna heterosporija, saj nastajata dva tipa spor, majhne moške mikrospore (v moških mikrosporangijh na mikrosporofilih) in večje ženske makrospore (v ženskih makrosporangijih na makrosporofilih). Makrosporofili in mikrosporofili so pri večini golosemenk združeni v ženske in moške storže (strobiluse). Pelodna zrna (mikrogametofiti) nastanejo iz mikrospor in sčasoma proizvedejo moške gamete, spermalne celice. Makrogametofiti se razvijejo iz makrospor in ostanejo v notranjosti semenske zasnove.
Pri golosemenkah nastajajo številni arhegoniji (ženski gametangiji), v katerih nastajajo ženske gamete. Med opraševanjem so pelodna zrna prenesena od prašnikov moškega cveta do semenske zasnove, ki se nahaja na ženskem storžu. Za prenos peloda običajno poskrbi veter (golosemenke so večinoma anemofilne rastline), redkeje pa žuželke (entomofilija, podtip zoofilije). Celotno pelodno zrno nato vstopi v semensko zasnovo skozi odprtino v integumentu (ovoju semenske zasnove), ki jo imenujemo mikropila. Zatem pelodna zrna dokončajo svojo zoritev in proizvedejo spermalne celice.
Pri golosemenkah ločimo dva glavna tipa oploditve. Sagovci in ginkovci imajo gibljive spermalne celice, ki so običkane in same poskrbijo za prihod do jajčne celice, ki se nahaja v semenski zasnovi, medtem ko so spermalne celice iglavcev in gnetovcev brez bičkov in se do jajčne celice prebijejo skupaj s pelodno cevjo (tudi pelodovim mešičkom). Po oploditvi (združitvi moške in ženske spolne celice) se razvije zigota, ki sčasoma zraste v embrio ali kalček (mlad sporofit), pri čemer navadno vsako seme golosemenke vsebuje več embrijev. Zrelo seme sestavlja embrio, del prostora pa zasedajo ostanki ženskega gametofita, ki služijo kot zaloga hranil, in semenska ovojnica.